# Putrajaya
Putrajaya è una città della Malaysia situata poco a sud di Kuala Lumpur; è il nuovo centro amministrativo federale della Malesia.

## Geografia fisica
Diversi uffici di governo sono stati spostati qui per combattere il sovraffollamento e la congestione di Kuala Lumpur. Tuttavia, Kuala Lumpur è ancora la capitale nazionale e legislativa. Putrajaya è territorio federale come la città di Kuala Lumpur e l'isola di Labuan.
La città è stata così chiamata in onore del primo ministro malese, Tunku Abdul Rahman che era anche principe del sultanato di Kedah. In lingua malese putra significa "principe" e jaya "eccellente" o "successo".

## Storia
La città è stata istituita solo di recente ed è ancora in fase di massiccio sviluppo anche se ostacolato dalla crisi finanziaria asiatica del 1997.
La città è costruita su una scala molto ampia, completamente sproporzionata rispetto alla sua popolazione attuale, appunto in previsione del suo futuro sviluppo. Una serie di ponti oltrepassano un lago artificiale, il lago di Putrajaya.